# Художник (1905 – 1909)
„Художник. Илюстровано литературно-художествено списание“ е луксозно българско списание, излизало 2 пъти месечно в София от 1905  (с прекъсване през 1908 година) до 1909 година.
Собственик и издател на списанието е журналистът и революционер Павел Генадиев, а редактори са Симеон Радев и Александър Балабанов. Списанието е на високо техническо равнище и е първото българско списание, което си поставя общокултурни цели, като се стреми:
| „ | да даде отражението на съвременния, на младия духовен свят, на европейския модернизъм | “ |

В списанието се публикуват произведения на български и чужди автори, оригинални и преводни стихове, разкази, литературна, художествена, театрална критика, репродукции на български и чужди художници, както и песни и нотирани произведения на чужди и български композитори. „Художник“ се появява като реакция на списание „Мисъл“ и освен произведения с подчертано реалистичен характер публикува модернистични и символистки творби.
В списанието публикуват Андрей Протич, Елисавета Консулова-Вазова, Сирак Скитник, Йордан Йовков, Елин Пелин, Иван Вазов, Константин Величков, Пейо Яворов, Теодор Траянов, Иван Андрейчин, Кирил Христов, Иван Радославов, Цанко Церковски, Ст. Л. Костов, Емануил Попдимитров, Людмил Стоянов, Трифон Кунев, Димо Кьорчев, Христо Силянов, Христо Станчев, Александър Божинов, Иван Мърквичка.